# Voldsløkka idrettspark
Voldsløkka idrettspark – stadion do hokeja na trawie w Oslo, stolicy Norwegii. Może pomieścić 800 widzów. Użytkownikiem obiektu jest klub sportowy Sagene IF. Zimą arena zamieniana jest na lodowisko do bandy. Do czasu przebudowy w 2017 roku był to stadion piłkarski.
Obiekt w przeszłości funkcjonował jako stadion piłkarski (znany pod nazwą Voldsløkka Stadion) i mógł pomieścić 4000 widzów. W latach 1998–2006 na arenie występowali piłkarze klubu Skeid, którzy w tym czasie jeden sezon (1999) rozegrali w najwyższej klasie rozgrywkowej. W roku 2017 przebudowano obiekt, burząc trybunę i zamieniając boisko piłkarskie na pole gry do hokeja na trawie ze sztuczną nawierzchnią. W 2018 roku oddano do użytku nową trybunę o pojemności 800 widzów wraz z budynkiem klubowym.